# Skradzione Kosowo
Skradzione Kosowo (czes. Uloupené Kosovo) – 57-minutowy film dokumentalny. Film opowiada o Kosowie i jego historii, a także o konflikcie serbsko-albańskim (szczególnie o ten rejon ziemi).
Pomimo iż film był częściowo sfinansowany przez telewizję czeską po tym, jak rząd Czech oficjalnie uznał niepodległość Kosowa, telewizja odmówiła jego emisji. Oficjalnym argumentem odmowy emisji było to iż film jest rzekomo proserbski przez co ton dokumentu mógłby wywołać negatywne emocje. Václav Dvořák odpowiadając na zarzuty stwierdził iż w takim razie "poglądy" i "strona" nazistowskich Niemiec w filmach dokumentalnych o Holocauście także jest odpowiednio ignorowana i przemilczana.